# Kista Äng
Kista Äng är namnet på ett planerat bostadsområde i stadsdelen Kista i norra Stockholm. Planområdet ligger som en trekant mellan Kista alléväg och Torshamnsgatan och omfattar cirka 9,5 hektar. Byggstart beräknas till slutet av år 2018 och inflyttningen kommer att ske successivt från och med år 2021. Enligt kommunen skall "arkitekturen i området vara av mycket hög kvalitet och möta visionen för Kista Science City och den internationella känslan som är en av Kistas förutsättningar och kvaliteter".

## Bakgrund
Området används idag som uppställningsplats för omkring 200 provisoriska studentlägenheter och som parkeringsplats. Inom området finns även en större tegelbyggnad, som i huvudsak står oanvänd. En första strukturplan för Kista Äng påbörjades år 2013. Tre arkitektkontor bjöds in och förslaget som Nyréns arkitektkontor upprättade användes sedan som underlag för det fortsatta arbetet med strukturen inom planarbetet. Samråd om detaljplanen pågick under perioden 15 december 2015 till 1 februari 2016 och för närvarande (hösten 2017) pågår utställning och granskning. Planen syftar till att utveckla området med verksamhetslokaler, parker och torg. 

## Beskrivning
Området kommer att delas upp i åtta kvarter som omslutar flera torg och en stadspark. Totalt planeras bland annat cirka 1 600 bostäder fördelade på 950 bostadsrätter, 400 hyresrätter och omkring 240 studentlägenheter. Dessutom kommer Kista Äng att få en F-6 skola (grundskola från förskola till årskurs 6) för cirka 630 elever och 12 förskoleavdelningar. De åtta kvarteren planeras och byggs av åtta olika arkitektkontor och sju olika bygg-/bostadsföretag. Ett nionde kvarter kommer att bebyggas med den nya skolan som får sin placering ”mitt i byn”.